# 요한복음 2장
요한복음 2장은 신약성경 중 요한의 복음서의 두 번째 장을 의미한다. 물을 포도주로 바꾼 이야기와 성전 정화 사건이 여기 실려있다.

## 문맥
요한의 복음서 1장은 베다니아에서 일어진 사건들을 기록하고 있는데, 그 말미인 43절에서 예수는 갈릴래아 지역으로 이동하고자 했음을 알 수 있다. 2장은 예수가 성모 마리아와 그의 사도들과 함께 갈릴래아 가나에 있는 모습으로 시작한다. 1절은 "사흘재 되던 날"로 시작하는데, 서기 2~3세기의 신학자 오리게네스는 이것이 1장 44절에 해당하는 날로부터 3일 후라고 설명하는데, 페레아의 베다니아에서 갈릴래아의 가나로 이동하는데 3일이 걸렸다는 견해와, 가나에 도착한 후 3일째 되는 날이라는 하인리히 에발트의 견해가 있다.

## 가나의 혼인잔치

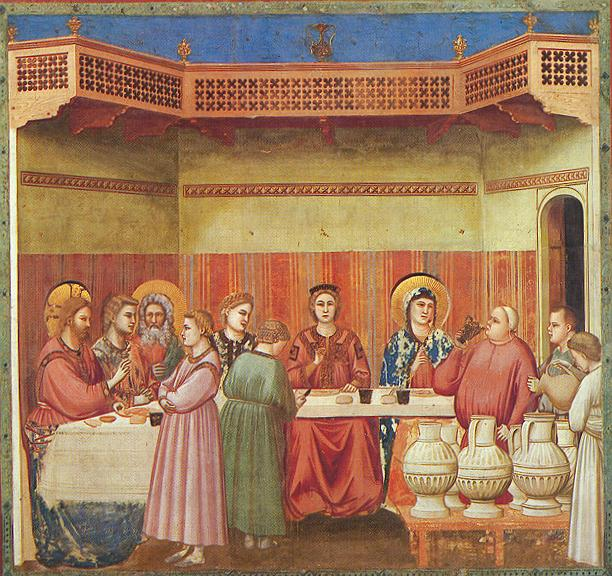
가나의 혼인잔치

요한의 복음서 2장은 예수가 어머니와 제자들과 함께 가나의 혼인잔치에 초대받는 장면에서 시작한다. 예식장에 포도주가 다 떨어지자 어머니가 예수에게 도움을 구하고, 예수는 "어머니, 그것이 저에게 무슨 상관이 있다고 그러십니까?(고대 그리스어: τι εμοι και σοι) 아직 제 때가 오지 않았습니다" 라고 대답한다. 이에 대해 예수가 기적을 요구하는 어머니의 요청에 기분이 상했다고 해석하는 학자들도 존재한다. 대표적으로 이 대답이 "당신의 우려가 저와 무슨 상관입니까?" 혹은 "당신과 저는 사물을 다르게 봅니다"는 의미를 가진다는 주해와, "이 문제를 제 손에서 떨어뜨려 두십시오"라는 의미를 가진다는 주해가 존재한다. 정통 유대인 성경에서는 이를 창세기 3장의 사람의 타락 기사에서 "나는 너를 여자와 원수가 되게 하리라. 네 후손을 여자의 후손과 원수가 되게 하리라."는 기사와 연관짓는다.
그러나 예수의 어머니는 하인들을 예수에게 보내어 그가 하라는대로 하라 하고, 결국 예수는 빈 포도주 돌항아리를 물로 채우게끔 한다. 이 돌항아리는 유대의 정결의식을 위해 거기 있었다고 설명한다. 이후 연회장은 신랑을 불러 가장 좋은 포도주를 마지막까지 남겨두었느냐고 말한다.
요한에 의하면 이는 예수가 보인 첫 번째 기적이며, 나타나엘에게 "앞으로는 그보다 더 큰 일을 보게 될 것이다" 한 직후에 나타난다는 점에서 의미가 있다. 이 기적은 요한복음에서만 등장하는데, 요한의 복음서가 참고한 별도의 기록이 있다는 표적 복음서 가설에서는 이 기적이 표적 복음서의 일부라고 주장한다. 요한은 다른 공관복음서에서는 기적을 서술할 때 권능을 의미하는 뒤나미스(δύναμις)를 사용한데 반해 표적을 의미하는 세메이온(σημεῖον)과 일, 업적을 의미하는 에르곤(ἔργον)을 사용한다.
이 기적을 통해 아모스서 9장 13~14절과 창세기 49장 10~11절에서 메시아가 강림할 때에 포도주가 넘칠 것이라는 구약성경의 예언이 성취되었다는 견해도 존재한다. 일부 학자들은 마르코의 복음서 2장 21~22절에서 새 포도주는 새 부대에 담아야 한다는 말씀이 바로 이 자리에서 나왔다고 주장한다.